# Gunung Lobangangun
Gunung Lobangangun är ett berg i Indonesien.   Det ligger i provinsen Aceh, i den västra delen av landet, 1 500 km nordväst om huvudstaden Jakarta. Toppen på Gunung Lobangangun är 405 meter över havet.
Terrängen runt Gunung Lobangangun är kuperad västerut, men österut är den platt. Runt Gunung Lobangangun är det ganska glesbefolkat, med 21 invånare per kvadratkilometer. I omgivningarna runt Gunung Lobangangun växer i huvudsak städsegrön lövskog.